# Idiops gracilipes
Idiops gracilipes là một loài nhện trong họ Idiopidae.
Loài này thuộc chi Idiops. Idiops gracilipes được J. Hewitt miêu tả năm 1919.